# Джонс, Мик (легкоатлет)
Майкл Дэвид Джонс (англ. Michael David Jones; род. 23 июля 1963, Лондон) — британский легкоатлет, специалист по метанию молота. Выступал за сборные Англии и Великобритании по лёгкой атлетике в 1986—2006 годах, чемпион Игр Содружества, многократный победитель и призёр первенств национального значения, участник летних Олимпийских игр в Сеуле.

## Биография
Мик Джонс родился 21 июня 1962 года в Лондоне, Англия. Занимался лёгкой атлетикой в клубе Shaftesbury Barnet Harriers.
Впервые заявил о себе в сезоне 1982 года, выиграв бронзовую медаль в метании молота на чемпионате Соединённого Королевства в Кумбране.
В 1986 году стал серебряным призёром чемпионата Великобритании, представлял Англию на Играх Содружества в Эдинбурге, где занял в своей дисциплине четвёртое место.
Благодаря череде удачных выступлений удостоился права защищать честь страны на летних Олимпийских играх 1988 года в Сеуле — в программе метания молота на предварительном квалификационном этапе показал результат 70,38 метра и в финал не вышел.
После сеульской Олимпиады Джонс остался действующим спортсменом и продолжил принимать участие в крупнейших международных стартах. Так, в 1994 году он был четвёртым на Играх Содружества в Виктории.
В 1998 году в очередной раз стал чемпионом Англии, завоевал серебряную медаль на Играх Содружества в Куала-Лумпуре, показал пятый результат на Кубке мира в Йоханнесбурге.
В 2001 году отметился выступлением на чемпионате мира в Эдмонтоне.
На Играх Содружества 2002 года в Манчестере превзошёл всех соперников и завоевал золотую медаль. Был восьмым на Кубке мира в Мадриде.
В 2006 году на Играх Содружества в Мельбурне занял итоговое пятое место.